# Gonzalo Belloso
Gonzalo Luis Belloso (Rosario, Santa Fe, 30 de marzo de 1974) es un exfutbolista y dirigente deportivo argentino que jugaba como delantero. Durante el período que abarcó desde 2018 hasta 2021, después de su retiro de la práctica profesional del fútbol, asumió el rol de director de desarrollo en la Conmebol. Desde 2022, ocupa la presidencia del Club Atlético Rosario Central y se mantendrá en ese cargo hasta el año 2026.

## Trayectoria

### Como jugador
Gonzalo Belloso se formó en las categorías inferiores del Club Barcelona Atlético y de Newells Old Boys antes de unirse al Club Atlético Rosario Central. Debutó en la Primera División de Argentina en 1993 en Rosario Central, donde jugó hasta fines de 1995. Tuvo dos períodos adicionales en el club: entre 2003 y 2004, y luego regresó en 2006. También ha jugado en varios clubes de Argentina y del extranjero, como Cobreloa, Colón, Lanús (donde fue clave para ganar la Copa Conmebol 1996), Racing Club, Racing de Estrasburgo en Francia, Cruz Azul en México, Olimpia en Paraguay y Zamora CF en España.
En su última etapa en Rosario Central, Belloso formó parte de un grupo de jugadores experimentados en el equipo junto a Cristian Kily González, Walter Ribonetto y Hernán Castellano. Se desvinculó del club el 14 de junio de 2008, marcando su retiro definitivo del fútbol profesional.

#### Posretiro
Después de retirarse como jugador, Belloso inició su carrera como dirigente deportivo en el fútbol profesional. En 2009, fue gerente deportivo del Club Olimpia de Paraguay. En julio de 2010, lideró la agrupación "Raza Canalla" y ganó las elecciones en Rosario Central, convirtiéndose en director deportivo del club, cargo que ocupó de manera continua hasta octubre de 2012, cuando Central logró el ascenso a la primera división.
Posteriormente, en diciembre de 2014, fue contratado como asesor deportivo de la APF (Asociación Paraguaya de Fútbol). Más tarde, se desempeñó como secretario técnico de la selección paraguaya hasta enero de 2016. Después de dejar su cargo en la selección de Paraguay, fue nombrado director de Desarrollo de la Conmebol, posición que ocupó hasta 2021.

### Presidente de Rosario Central
El 10 de agosto del 2022, Gonzalo anunció vía Twitter que la agrupación a la que pertenece, Raza Canalla, participaría de las próximas elecciones presidenciales de Rosario Central a realizarse en octubre y que él mismo sería el candidato a presidente de dicha agrupación, compartiendo la fórmula con su esposa Carolina Cristinziano  como vicepresidenta primera. Posteriormente, debido a irregularidades en el padrón denunciadas por un asociado, la Inspección General de Personas Jurídicas decidió postergar las elecciones para el día 18 de diciembre de 2022, mismo día en el que se disputaría la final de la Copa Mundial de Fútbol de 2022.
El día 18 de diciembre, Belloso arrasó en las elecciones obteniendo el 78% del total de los votos, a solo 5 puntos el record histórico de Víctor Vesco en el año 1973; y dejando al oficialismo (encabezado por el presidente interino del momento Ricardo Carloni) con el tercer lugar.
| Candidato                   | Agrupación                  | Votos  | %      |
| --------------------------- | --------------------------- | ------ | ------ |
| Gonzalo Belloso             | Raza Canalla                | 7 217  | 78,57% |
| Juan Cruz Rodríguez         | Espacio Canaya              | 864    | 9,40%  |
| Ricardo Carloni             | 6 de Diciembre              | 593    | 6,45%  |
| Mario Moretti               | Fuerza Auriazul             | 473    | 5,14%  |
| Total de votos válidos      | Total de votos válidos      | 9 147  | 99,47% |
| Votos nulos y blancos       | Votos nulos y blancos       | 49     | 0,53%  |
| Total de empadronados       | Total de empadronados       | 34 788 | 34 788 |
| Total de mesas              | Total de mesas              | 70     | 70     |
| Total de sufragios emitidos | Total de sufragios emitidos | 9 196  | 100%   |

Su primera medida como presidente del club fue concretar la vuelta de Miguel Ángel Russo como director técnico del primer equipo, tras la salida de Carlos Tevez y la ausencia de un DT durante casi dos meses. Esto significó el inicio del quinto ciclo de Russo en la institución, quien fue presentado en la Sede Fundacional, al día siguiente de la victoria de Belloso en las elecciones.
El 5 de mayo de 2023, el gerente y el tesorero del club informaron, a través de datos obtenidos por una auditoria realizada, que el club presenta una deuda equivalente a 24,5 millones de dólares al momento de transición entre la comisión directiva saliente y la entrante. Las deudas van, desde deudas con jugadores y clubes, hasta con proveedores y entidades bancarias. Se le suma también, los malos manejos del presidente saliente del club Rodolfo Di Pollina, y su vicepresidente (y luego presidente interino) Ricardo Carloni; quienes dejaron deudas con AFA por venta de jugadores y la emisión de una gran cantidad de cheques en las últimas semanas de gestión. La CD del club, junto con el equipo legal y económico, pusieron en marcha un plan de desendeudamiento, que hasta el momento lleva un total aproximado de 11.7 millones de dólares de deuda cancelada, a 2 años de gestión.

## Clubes

### Como jugador

#### Trayectoria
| Club                 | País      | Año       |
| -------------------- | --------- | --------- |
| Rosario Central      | Argentina | 1993-1995 |
| Cobreloa             | Chile     | 1996      |
| Lanús                | Argentina | 1996-1999 |
| Racing de Estraburgo | Francia   | 1999-2001 |
| Cruz Azul            | México    | 2001-2002 |
| Racing Club          | Argentina | 2002      |
| Colón                | Argentina | 2003      |
| Rosario Central      | Argentina | 2003      |
| Olimpia              | Paraguay  | 2004-2005 |
| Guaraní              | Paraguay  | 2006      |
| Rosario Central      | Argentina | 2006-2008 |

## Estadísticas
Datos actualizados al fin de su carrera deportiva.
| Club | Div           | Temporada     | Liga  | Liga  | Copas Nacionales(1) | Copas Nacionales(1) | Copas Internacionales(2) | Copas Internacionales(2) | Total | Total |
| Club | Div           | Temporada     | Part. | Goles | Part.               | Goles               | Part.                    | Goles                    | Part. | Goles |
| --- | ------------- | ------------- | ----- | ----- | ------------------- | ------------------- | ------------------------ | ------------------------ | ----- | ----- |
| Rosario Central Argentina | 1.ª           | 1993-94       | 10    | 3     | 2                   | 0                   | -                        | -                        | 12    | 3     |
| Rosario Central Argentina | 1.ª           | 1994-95       | 22    | 2     | -                   | -                   | -                        | -                        | 22    | 2     |
| Rosario Central Argentina | 1.ª           | 1995-96       | 2     | 0     | -                   | -                   | -                        | -                        | 2     | 0     |
| Racing Club de Estrasburgo Francia | 1.ª           | 1999-00       | 12    | 2     | 4                   | 0                   | -                        | -                        | 16    | 2     |
| Racing Club de Estrasburgo Francia | 1.ª           | 2000-01       | 12    | 0     | 0                   | 0                   | -                        | -                        | 12    | 0     |
| Racing Club de Estrasburgo Francia | 2.ª           | 2001-02       | 4     | 0     | 2                   | 0                   | 1                        | 0                        | 7     | 0     |
| Racing Club de Estrasburgo Francia | Total Club    | Total Club    | 28    | 2     | 6                   | 0                   | 1                        | 0                        | 35    | 2     |
| Racing Club Argentina | 1.ª           | 2002-03       | 8     | 0     | -                   | -                   | 2                        | 0                        | 10    | 0     |
| Racing Club Argentina | Total Club    | Total Club    | 8     | 0     | 0                   | 0                   | 2                        | 0                        | 10    | 0     |
| Colón Argentina | 1.ª           | 2002-03       | 14    | 1     | -                   | -                   | -                        | -                        | 14    | 1     |
| Colón Argentina | Total Club    | Total Club    | 14    | 1     | 0                   | 0                   | 0                        | 0                        | 14    | 1     |
| Rosario Central Argentina | 1.ª           | 2003-04       | 28    | 6     | -                   | -                   | 10                       | 2                        | 38    | 8     |
| Zamora · España | 2.ª           | 2005-06       | 1     | 0     | -                   | -                   | -                        | -                        | 1     | 0     |
| Zamora · España | Total Club    | Total Club    | 1     | 0     | 0                   | 0                   | 0                        | 0                        | 1     | 0     |
| Rosario Central Argentina | 1.ª           | 2006-07       | 19    | 4     | -                   | -                   | -                        | -                        | 19    | 4     |
| Rosario Central Argentina | 1.ª           | 2007-08       | 15    | 1     | -                   | -                   | -                        | -                        | 15    | 1     |
| Rosario Central Argentina | Total Club    | Total Club    | 96    | 16    | 2                   | 0                   | 10                       | 2                        | 108   | 18    |
| Total Carrera | Total Carrera | Total Carrera | 147   | 19    | 8                   | 0                   | 13                       | 2                        | 168   | 21    |
| (1) Incluye Copa Centenario, Copa de Francia, Copa de la Liga de Francia y Supercopa de Francia. (2) Incluye Copa Libertadores y Copa Sudamericana. |               |               |       |       |                     |                     |                          |                          |       |       |

## Cargos como dirigente

### Equipos
| Club                            | País      | Año       | Cargo              |
| ------------------------------- | --------- | --------- | ------------------ |
| Club Olimpia                    | Paraguay  | 2009      | Gerente deportivo  |
| Club Atlético Rosario Central   | Argentina | 2010-2012 | Manager            |
| Selección de futbol de Paraguay | Paraguay  | 2014      | Asesor deportivo   |
| Selección de futbol de Paraguay | Paraguay  | 2014-2016 | Director deportivo |
| Club Atlético Rosario Central   | Argentina | 2022-act. | Presidente         |

### Conmebol y FIFA
| Institución | País            | Año       | Cargo                              |
| ----------- | --------------- | --------- | ---------------------------------- |
| Conmebol    | América del Sur | 2016-2021 | Director de Desarrollo             |
| Conmebol    | América del Sur | 2019-2021 | Secretario general adjunto         |
| FIFA        | América del Sur | 2022-2023 | Asesor estratégico para Sudamérica |

## Datos en su gestión como presidente

### Entrenadores contratados
| N.º | Entrenador         | Club            | Año         |
| --- | ------------------ | --------------- | ----------- |
| 1   | Miguel Ángel Russo | Rosario Central | 2022-2024   |
| 2   | Matías Lequi       | Rosario Central | 2024        |
| 3   | Ariel Holan        | Rosario Central | 2024 - act. |

### Directores deportivo contratados
| N.º | Director deportivo  | Club            | Año       |
| --- | ------------------- | --------------- | --------- |
| 1   | Federico Lussenhoff | Rosario Central | 2022-act. |

### Competencias disputadas

#### Campeonatos nacionales
| Título                | Sede      | Resultado        |
| --------------------- | --------- | ---------------- |
| Liga Profesional 2023 | Argentina | 8.ª posición     |
| Liga Profesional 2024 | Argentina | 20.ª posición    |
| Apertura 2025         | Argentina | Cuartos de final |

#### Copas nacionales
| Título                             | Sede      | Resultado       |
| ---------------------------------- | --------- | --------------- |
| Copa de la Liga Profesional 2023   | Argentina | Campeón         |
| Copa Argentina 2023                | Argentina | 16avos de final |
| Trofeo de Campeones de la LPF 2023 | Argentina | Subcampeón      |
| Copa de la Liga Profesional 2024   | Argentina | 11° - Zona A    |
| Copa Argentina 2024                | Argentina | 16avos de final |
| Copa Argentina 2025                | Argentina | 16avos de final |

#### Copas Internacionales
| Título                 | Sede            | Resultado        |
| ---------------------- | --------------- | ---------------- |
| Copa Libertadores 2024 | América del Sur | Fase de grupos   |
| Copa Sudamericana 2024 | América del Sur | Octavos de final |

## Palmarés

### Como jugador

#### Campeonatos nacionales
| Título          | Club                  | Año     |
| --------------- | --------------------- | ------- |
| Copa de Francia | Racing de Estrasburgo | 2000-01 |

#### Campeonatos internacionales
| Título        | Club  | Año  |
| ------------- | ----- | ---- |
| Copa Conmebol | Lanús | 1996 |

### Como dirigente
| N.º | Título                      | Club            | Año  | Director Técnico   |
| --- | --------------------------- | --------------- | ---- | ------------------ |
| 1   | Copa de la Liga Profesional | Rosario Central | 2023 | Miguel Ángel Russo |

#### Otros
- Subcampeón del Trofeo de Campeones de la Liga Profesional 2023.